# Dishman
Dishman és una concentració de població designada pel cens dels Estats Units a l'estat de Washington. Segons el cens del 2000 tenia 10.031 habitants.

## Demografia
Segons el cens del 2000, Dishman tenia 10.031 habitants, 4.151 habitatges, i 2.565 famílies. La densitat de població era de 1.145,9 habitants per km².
Dels 4.151 habitatges en un 29,6% hi vivien nens de menys de 18 anys, en un 44,5% hi vivien parelles casades, en un 12,4% dones solteres, i en un 38,2% no eren unitats familiars. En el 31,2% dels habitatges hi vivien persones soles el 10,4% de les quals corresponia a persones de 65 anys o més que vivien soles. El nombre mitjà de persones vivint en cada habitatge era de 2,36 i el nombre mitjà de persones que vivien en cada família era de 2,96.
Per edats la població es repartia de la següent manera: un 24,6% tenia menys de 18 anys, un 9,7% entre 18 i 24, un 29,3% entre 25 i 44, un 21% de 45 a 60 i un 15,5% 65 anys o més.
L'edat mediana era de 37 anys. Per cada 100 dones de 18 o més anys hi havia 93 homes.
La renda mediana per habitatge era de 32.512 $ i la renda mediana per família de 40.085 $. Els homes tenien una renda mediana de 30.929 $ mentre que les dones 23.388 $. La renda per capita de la població era de 16.721 $. Aproximadament el 10,4% de les famílies i el 14,2% de la població estaven per davall del llindar de pobresa.

## Poblacions més properes
El següent diagrama mostra les poblacions més properes.